# Denise Quiñones
Denise Marie Quiñones August (Ponce, 9 settembre 1980) è una modella portoricana, eletta Miss Universo 2001.

## Biografia
Dopo aver vinto Miss Lares Universe 2001 e Miss Universo Porto Rico 2001, Denise Quiñones è stata incoronata l'11 maggio 2001 Miss Universo presso il Coliseo Rubén Rodríguez a Bayamón a Porto Rico.
In seguito, Quiñones ha studiato recitazione ed ha recitato in alcune produzioni dal 2003 al 2010 a spettacoli teatrali (Ana en el trópico, Doña Rosita la soltera e Zanahorias). Successivamente ha recitato in un episodio della quinta stagione di Smallville, in The Bedford Diaries, in Freddie e nell'episodio pilota di Aquaman.
Ha anche recitato in alcuni film cinematografici: dopo un breve ruolo cameo in Bad Boys 2, nel 2009 ha debuttato nel film spagnolo La soga.Dal 2010 si dedica a scrivere musica per il gruppo musicale Calle 13, inoltre cura ed è organizzatrice del gruppo riguardo anche alle date dei tour. Nel 2013 dopo tre anni di assenza dalla televisione ritorna al cinema argentino nel film El secreto de retrato.
La Quiñones è stata sentimentalmente legata a René Pérez, anche conosciuto come Residente, del duo musicale Calle 13.